# Danh sách cầu thủ tham dự Cúp bóng đá châu Phi 1998
Dưới đây là danh sách các đội hình thi đấu tại Cúp bóng đá châu Phi 1998.

## Bảng A

### Burkina Faso
Huấn luyện viên:  Philippe Troussier
| Số | Vt | Cầu thủ                  | Ngày sinh (tuổi)            | Số trận | Câu lạc bộ               |
| -- | -- | ------------------------ | --------------------------- | ------- | ------------------------ |
| 1  | TM | Ibrahima Diarra          | 16 tháng 2, 1971 (26 tuổi)  |         | FUS Rabat                |
| 2  | TĐ | Seydou Traoré            | 17 tháng 9, 1970 (27 tuổi)  |         | Bressuire                |
| 3  | HV | Firmin Sanou             | 21 tháng 4, 1973 (24 tuổi)  |         | Étoile Filante           |
| 4  | TV | Abdoulaye Traoré         | 29 tháng 11, 1974 (23 tuổi) |         | USFA                     |
| 5  | HV | Ousmane Coulibaly        | 23 tháng 2, 1969 (28 tuổi)  |         | Racing Club de Bobo      |
| 6  | HV | Brahima Korbeogo         | 23 tháng 1, 1975 (23 tuổi)  |         | USFA                     |
| 7  | TĐ | Ismael Koudou            | 27 tháng 9, 1975 (22 tuổi)  |         | ASFA Yennega             |
| 8  | TV | Manga Diabaté            | 13 tháng 11, 1973 (24 tuổi) |         | USFA                     |
| 9  | TĐ | Kassoum Ouédraogo        | 12 tháng 4, 1966 (31 tuổi)  |         | VfL Osnabrück            |
| 10 | TĐ | Ousmane Sanou            | 11 tháng 3, 1978 (19 tuổi)  |         | Willem II                |
| 11 | TV | Alain Nana               | 7 tháng 12, 1971 (26 tuổi)  |         | Etoile Filante           |
| 12 | TV | Brahima Traoré           | 24 tháng 2, 1974 (23 tuổi)  |         | Bressuire                |
| 13 | TV | Roméo Kambou             | 13 tháng 11, 1980 (17 tuổi) |         | USFA                     |
| 14 | HV | Boureima Zongo           | 16 tháng 3, 1972 (25 tuổi)  |         | Racing Club de Bobo      |
| 15 | TV | Sidi Napon               | 29 tháng 8, 1972 (25 tuổi)  |         | Evry                     |
| 16 | HV | Jean-Michel Liade Gnonka | 20 tháng 7, 1980 (17 tuổi)  |         | ASFA Yennega             |
| 17 | HV | Souleymane Doumbia       |                             |         | Grand Bassam             |
| 18 | HV | Ibrahima Tallé           | 31 tháng 3, 1968 (29 tuổi)  |         | Séwé Sports de San Pedro |
| 19 | TĐ | Oumar Barro              | 3 tháng 6, 1974 (23 tuổi)   |         | Étoile Filante           |
| 20 | TĐ | Alassane Ouédraogo       | 7 tháng 9, 1980 (17 tuổi)   |         | Charleroi                |
| 21 | TM | Ibrahima Traoré          |                             |         | Étoile Filante           |
| 22 | TM | Abdoulaye Soulama        | 29 tháng 11, 1979 (18 tuổi) |         | ASF Bobo                 |

### Cameroon
Huấn luyện viên: Jean-Manga Onguene
| Số | Vt | Cầu thủ           | Ngày sinh (tuổi)            | Số trận | Câu lạc bộ          |
| -- | -- | ----------------- | --------------------------- | ------- | ------------------- |
| 1  | TM | Jacques Songo'o   | 17 tháng 3, 1964 (33 tuổi)  |         | Deportivo La Coruña |
| 2  | HV | Ernest Etchi      | 4 tháng 6, 1975 (22 tuổi)   |         | Coton Sport         |
| 3  | HV | Pierre Wome       | 26 tháng 3, 1979 (18 tuổi)  |         | Lucchese            |
| 4  | HV | Tobie Mimboe      | 30 tháng 6, 1964 (33 tuổi)  |         | Gençlerbirliği      |
| 5  | HV | Raymond Kalla     | 22 tháng 4, 1975 (22 tuổi)  |         | Panachaiki          |
| 6  | TV | Geremi            | 20 tháng 12, 1978 (19 tuổi) |         | Gençlerbirliği      |
| 7  | TĐ | Bernard Tchoutang | 2 tháng 9, 1976 (21 tuổi)   |         | Roda JC             |
| 8  | HV | Romarin Billong   | 11 tháng 6, 1970 (27 tuổi)  |         | Saint-Étienne       |
| 9  | TĐ | Alphonse Tchami   | 14 tháng 2, 1971 (26 tuổi)  |         | Hertha BSC          |
| 10 | TĐ | Patrick M'Boma    | 15 tháng 11, 1970 (27 tuổi) |         | Gamba Osaka         |
| 11 | TV | Cyrille Mangan    | 13 tháng 9, 1976 (21 tuổi)  |         | Skoda Xanthi        |
| 12 | TV | Augustine Simo    | 18 tháng 9, 1978 (19 tuổi)  |         | Saint-Étienne       |
| 13 | HV | Lucien Mettomo    | 19 tháng 4, 1977 (20 tuổi)  |         | Saint-Étienne       |
| 14 | TĐ | Patrick Suffo     | 17 tháng 1, 1978 (20 tuổi)  |         | Nantes              |
| 15 | TV | Marc-Vivien Foé   | 1 tháng 5, 1975 (22 tuổi)   |         | Lens                |
| 16 | TM | Vincent Ongandzi  | 22 tháng 11, 1975 (22 tuổi) |         | Stade Bandjoun      |
| 17 | TV | Salomon Olembé    | 8 tháng 12, 1980 (17 tuổi)  |         | Nantes              |
| 18 | TĐ | Samuel Ipoua      | 1 tháng 3, 1973 (24 tuổi)   |         | Rapid Wien          |
| 19 | TV | Fabrice Moreau    | 7 tháng 10, 1967 (30 tuổi)  |         | Rayo Vallecano      |
| 20 | HV | Rigobert Song     | 1 tháng 7, 1976 (21 tuổi)   |         | Metz                |
| 21 | TĐ | Joseph-Désiré Job | 1 tháng 12, 1977 (20 tuổi)  |         | Lyon                |
| 22 | TM | Alioum Boukar     | 3 tháng 1, 1972 (26 tuổi)   |         | Samsunspor          |

### Algérie
Huấn luyện viên: Abderrahmane Mehdaoui
| Số | Vt | Cầu thủ               | Ngày sinh (tuổi)            | Số trận | Câu lạc bộ        |
| -- | -- | --------------------- | --------------------------- | ------- | ----------------- |
| 1  | TM | Abdesslam Benabdellah | 12 tháng 1, 1964 (34 tuổi)  |         | Wydad Casablanca  |
| 2  | HV | Fayçal Hamdani        | 13 tháng 7, 1970 (27 tuổi)  |         | USM Alger         |
| 3  | HV | Abdelazziz Benhamlat  | 22 tháng 3, 1974 (23 tuổi)  |         | JS Kabylie        |
| 4  | HV | Mahieddine Meftah     | 25 tháng 9, 1968 (29 tuổi)  |         | USM Alger         |
| 5  | HV | Mounir Zeghdoud       | 18 tháng 11, 1970 (27 tuổi) |         | USM Alger         |
| 6  | TV | Billel Dziri          | 21 tháng 1, 1972 (26 tuổi)  |         | Étoile du Sahel   |
| 7  | TĐ | Lakhdar Adjali        | 18 tháng 7, 1972 (25 tuổi)  |         | Martigues         |
| 8  | TV | Moussa Saïb (c)       | 6 tháng 3, 1969 (28 tuổi)   |         | Tottenham Hotspur |
| 9  | TĐ | Ishak Ali Moussa      | 27 tháng 12, 1970 (27 tuổi) |         | CR Belcourt       |
| 10 | TĐ | Abdelhafid Tasfaout   | 11 tháng 2, 1969 (28 tuổi)  |         | Guingamp          |
| 11 | TĐ | Kamel Kaci-Saïd       | 13 tháng 12, 1967 (30 tuổi) |         | Cannes            |
| 12 | HV | Abdellatif Osmane     | 20 tháng 11, 1968 (29 tuổi) |         | MC Oran           |
| 13 | TV | Cheïkh Benzerga       | 18 tháng 11, 1972 (25 tuổi) |         | MC Oran           |
| 14 | HV | Kamel Habri           | 5 tháng 3, 1976 (21 tuổi)   |         | WA Tlemcen        |
| 15 | HV | Ali Dahleb            | 25 tháng 8, 1969 (28 tuổi)  |         | WA Tlemcen        |
| 16 | TM | Aomar Hamened         | 7 tháng 2, 1969 (29 tuổi)   |         | MC Alger          |
| 17 | TĐ | Sid-Ahmed Benamara    | 9 tháng 7, 1973 (24 tuổi)   |         | MC Oran           |
| 18 | TV | Billal Zouani         | 11 tháng 12, 1969 (28 tuổi) |         | USM Blida         |
| 19 | HV | Tarek Ghoul           | 6 tháng 1, 1975 (23 tuổi)   |         | USM Alger         |
| 20 | TV | Salem Harcheche       | 24 tháng 7, 1972 (25 tuổi)  |         | Martigues         |
| 21 | TĐ | Kheireddine Kherris   | 8 tháng 5, 1973 (24 tuổi)   |         | WA Tlemcen        |
| 22 | TM | Sid Ahmed Mahrez      | 15 tháng 12, 1970 (27 tuổi) |         | JS Kabylie        |

### Guinée
Huấn luyện viên:  Vladimir Muntyan
| Số | Vt | Cầu thủ                | Ngày sinh (tuổi)            | Số trận | Câu lạc bộ      |
| -- | -- | ---------------------- | --------------------------- | ------- | --------------- |
| 1  | TM | Saliou Diallo          | 20 tháng 12, 1976 (21 tuổi) |         | Deinze          |
| 2  | HV | Mohamed Ofei Sylla     | 15 tháng 8, 1974 (23 tuổi)  |         | Ismaily         |
| 3  | TV | Abdoul Salam Sow       | 13 tháng 8, 1970 (27 tuổi)  |         | Belenenses      |
| 4  | TV | Pablo Thiam            | 3 tháng 1, 1974 (24 tuổi)   |         | 1. FC Köln      |
| 5  | HV | Edgar Barbara Sylla    | 22 tháng 3, 1970 (27 tuổi)  |         | Évry            |
| 6  | HV | Mohammed Camara        | 25 tháng 6, 1975 (22 tuổi)  |         | Le Havre        |
| 7  | TĐ | Fodé Camara            | 9 tháng 12, 1973 (24 tuổi)  |         | Kortrijk        |
| 8  | TV | Mohamed Lamine Sylla   | 22 tháng 2, 1971 (26 tuổi)  |         | Ayr United      |
| 9  | TĐ | Souleymane Oularé      | 16 tháng 10, 1972 (25 tuổi) |         | Genk            |
| 10 | TĐ | Titi Camara            | 17 tháng 11, 1972 (25 tuổi) |         | Marseille       |
| 11 | TĐ | Momo Soumah            | 20 tháng 4, 1977 (20 tuổi)  |         | Étoile du Sahel |
| 12 | TĐ | Taifour Diané          | 1 tháng 11, 1972 (25 tuổi)  |         | Homburg         |
| 13 | HV | Sekou Oumar Dramé      | 23 tháng 12, 1973 (24 tuổi) |         | Lech Poznań     |
| 14 | TV | Ousmane N'Gom Camara   | 26 tháng 5, 1975 (22 tuổi)  |         | Waregem         |
| 15 | HV | Abdoul Karim Bangoura  | 9 tháng 2, 1970 (27 tuổi)   |         | Amiens          |
| 16 | TM | Abdallah Bah           | 30 tháng 11, 1975 (22 tuổi) |         | Île-Rousse      |
| 17 | HV | Morlaye Soumah         | 4 tháng 11, 1971 (26 tuổi)  |         | Bastia          |
| 18 | HV | Maurice Camara         | 17 tháng 9, 1977 (20 tuổi)  |         | ASFAG           |
| 19 | HV | Ousmane Fernández      | 4 tháng 2, 1969 (29 tuổi)   |         | ASFAG           |
| 20 | TV | Mohamed Alkhaly Soumah | 6 tháng 4, 1975 (22 tuổi)   |         | Karpaty Lviv    |
| 21 | TV | Keffing Dioubaté       | 28 tháng 11, 1975 (22 tuổi) |         | Amiens          |
| 22 | TM | Kemoko Camara          | 4 tháng 5, 1975 (22 tuổi)   |         | Kaloum Star     |

## Bảng B

### Ghana
Huấn luyện viên:  Rinus Israel
| Số | Vt | Cầu thủ               | Ngày sinh (tuổi)            | Số trận | Câu lạc bộ    |
| -- | -- | --------------------- | --------------------------- | ------- | ------------- |
| 1  | TM | Richard Kingson       | 13 tháng 7, 1978 (19 tuổi)  |         | Galatasaray   |
| 2  | HV | Daniel Edusei         | 2 tháng 9, 1980 (17 tuổi)   |         | Ghapoha       |
| 3  | HV | Princeton Owusu-Ansah | 12 tháng 8, 1976 (21 tuổi)  |         | Ashanti Gold  |
| 4  | HV | Samuel Kuffour        | 3 tháng 9, 1976 (21 tuổi)   |         | Bayern Munich |
| 5  | HV | Eric Addo             | 12 tháng 11, 1978 (19 tuổi) |         | Club Brugge   |
| 6  | HV | Mohammed Gargo        | 19 tháng 6, 1975 (22 tuổi)  |         | Udinese       |
| 7  | TV | Patrick Allotey       | 13 tháng 12, 1978 (19 tuổi) |         | Feyenoord     |
| 8  | TV | Alex Nyarko           | 15 tháng 10, 1973 (24 tuổi) |         | Karlsruher SC |
| 9  | TĐ | Emmanuel Tetteh       | 25 tháng 12, 1974 (23 tuổi) |         | IFK Göteborg  |
| 10 | TĐ | Abedi Pele            | 5 tháng 11, 1964 (33 tuổi)  |         | 1860 Munich   |
| 11 | TV | Charles Akonnor       | 12 tháng 3, 1974 (23 tuổi)  |         | Fortuna Köln  |
| 12 | TĐ | Peter Ofori-Quaye     | 21 tháng 3, 1980 (17 tuổi)  |         | Olympiacos    |
| 13 | HV | Emmanuel Osei Kuffour | 6 tháng 4, 1976 (21 tuổi)   |         | Ebusua Dwarfs |
| 14 | HV | Edward Agyeman-Duah   | 17 tháng 10, 1973 (24 tuổi) |         | Ashanti Gold  |
| 15 | HV | Samuel Johnson        | 25 tháng 7, 1973 (24 tuổi)  |         | Anderlecht    |
| 16 | TM | Simon Addo            | 11 tháng 12, 1974 (23 tuổi) |         | Kalamata      |
| 17 | TĐ | Felix Aboagye         | 12 tháng 5, 1975 (22 tuổi)  |         | Al-Ahly       |
| 18 | TV | Ablade Kumah          | 26 tháng 6, 1970 (27 tuổi)  |         | Al-Ittihad    |
| 19 | HV | Foster Bastios        | 20 tháng 2, 1975 (22 tuổi)  |         | Kalamata      |
| 20 | TV | Richard Ackon         | 10 tháng 10, 1978 (19 tuổi) |         | Stabæk        |
| 21 | TĐ | Arthur Moses          | 3 tháng 3, 1973 (24 tuổi)   |         | Marseille     |
| 22 | TM | Constance Mantey      | 31 tháng 8, 1976 (21 tuổi)  |         | Asante Kotoko |

### Tunisia
Huấn luyện viên:  Henryk Kasperczak
| Số | Vt | Cầu thủ           | Ngày sinh (tuổi)            | Số trận | Câu lạc bộ      |
| -- | -- | ----------------- | --------------------------- | ------- | --------------- |
| 1  | TM | Sofiane Khabir    | 10 tháng 7, 1964 (33 tuổi)  |         | Sfaxien         |
| 2  | HV | Khaled Badra      | 8 tháng 4, 1973 (24 tuổi)   |         | Espérance       |
| 3  | HV | Sami Trabelsi     | 4 tháng 2, 1968 (30 tuổi)   |         | Sfaxien         |
| 4  | HV | Taoufik Hichri    | 8 tháng 1, 1965 (33 tuổi)   |         | Espérance       |
| 5  | HV | Mohamed Mkacher   | 25 tháng 5, 1975 (22 tuổi)  |         | Étoile du Sahel |
| 6  | HV | Ferid Chouchane   | 19 tháng 4, 1973 (24 tuổi)  |         | Étoile du Sahel |
| 7  | TĐ | Faouzi Rouissi    | 26 tháng 3, 1971 (26 tuổi)  |         | Club Africain   |
| 8  | TV | Zoubeir Baya      | 15 tháng 5, 1971 (26 tuổi)  |         | SC Freiburg     |
| 9  | TĐ | Riadh Jelassi     | 7 tháng 7, 1971 (26 tuổi)   |         | Étoile du Sahel |
| 10 | TV | Kais Ghodhbane    | 7 tháng 1, 1976 (22 tuổi)   |         | Étoile du Sahel |
| 11 | TV | Bechir Sahbani    | 22 tháng 10, 1972 (25 tuổi) |         | Espérance       |
| 12 | TV | Sofiane Fekih     | 9 tháng 8, 1969 (28 tuổi)   |         | Sfaxien         |
| 13 | TV | Riadh Bouazizi    | 8 tháng 4, 1973 (24 tuổi)   |         | Étoile du Sahel |
| 14 | TV | Sirajeddine Chihi | 16 tháng 4, 1970 (27 tuổi)  |         | Espérance       |
| 15 | TV | Maher Zdiri       | 5 tháng 9, 1970 (27 tuổi)   |         | Club Africain   |
| 16 | TM | Radhouane Salhi   | 18 tháng 2, 1967 (30 tuổi)  |         | Étoile du Sahel |
| 17 | HV | Tarek Thabet      | 16 tháng 8, 1971 (26 tuổi)  |         | Espérance       |
| 18 | TĐ | Mehdi Ben Slimane | 1 tháng 1, 1974 (24 tuổi)   |         | SC Freiburg     |
| 19 | TV | Hassan Gabsi      | 23 tháng 2, 1974 (23 tuổi)  |         | Espérance       |
| 20 | HV | Sabri Jaballah    | 28 tháng 6, 1973 (24 tuổi)  |         | Espérance       |
| 21 | TĐ | Ziad Tlemcani     | 10 tháng 5, 1963 (34 tuổi)  |         | Espérance       |
| 22 | TM | Ali Boumnijel     | 13 tháng 4, 1966 (31 tuổi)  |         | Bastia          |

### Togo
Huấn luyện viên:  Eberhard Vogel
| Số | Vt | Cầu thủ                   | Ngày sinh (tuổi)            | Số trận | Câu lạc bộ             |
| -- | -- | ------------------------- | --------------------------- | ------- | ---------------------- |
| 1  | TM | Weke Nimombe              | 19 tháng 2, 1974 (23 tuổi)  |         | Ashanti Gold           |
| 2  | HV | Messan Ametekodo          | 3 tháng 12, 1974 (23 tuổi)  |         | Mangasport             |
| 3  | HV | Yao Senaya                | 18 tháng 10, 1979 (18 tuổi) |         | Cannes                 |
| 4  | HV | Massamasso Tchangai       | 8 tháng 8, 1978 (19 tuổi)   |         | Bizertin               |
| 5  | HV | Yaovi Abalo               | 26 tháng 6, 1975 (22 tuổi)  |         | Amiens                 |
| 6  | HV | Ratei Takpara             | 12 tháng 6, 1974 (23 tuổi)  |         | Bengarden              |
| 7  | TV | Abdoulaye Loukoumanou     | 31 tháng 12, 1973 (24 tuổi) |         | Istres                 |
| 8  | TV | Lantame Ouadja            | 28 tháng 8, 1977 (20 tuổi)  |         | Servette               |
| 9  | TĐ | Kossi Miwodeka Noutsoudje | 16 tháng 10, 1977 (20 tuổi) |         | Ashanti Gold           |
| 10 | TĐ | Bachirou Salou            | 15 tháng 9, 1970 (27 tuổi)  |         | MSV Duisburg           |
| 11 | TĐ | Franck Doté               | 15 tháng 12, 1975 (22 tuổi) |         | Mangasport             |
| 12 | TV | Komlan Assignon           | 20 tháng 1, 1974 (24 tuổi)  |         | Cannes                 |
| 13 | TV | Mamam Cherif Touré        | 13 tháng 1, 1978 (20 tuổi)  |         | 1. FC Nürnberg         |
| 14 | TV | Kokouni Akpalo            | 12 tháng 12, 1972 (25 tuổi) |         | Sporting Toulon Var    |
| 15 | HV | Kodjo Balogou             | 17 tháng 11, 1976 (21 tuổi) |         | Neuchâtel Xamax        |
| 16 | TM | Kbati Ouadja              | 28 tháng 8, 1977 (20 tuổi)  |         | Étoile Filante de Lomé |
| 17 | TĐ | Mohamed Kader             | 8 tháng 4, 1979 (18 tuổi)   |         | Bizertin               |
| 18 | HV | Amavi Agbobly-Atayi       | 25 tháng 12, 1974 (23 tuổi) |         | OC Agaza               |
| 19 | TV | Rafael Patron Akakpo      | 1 tháng 12, 1973 (24 tuổi)  |         | Brunei                 |
| 20 | TĐ | Djima Oyawolé             | 18 tháng 10, 1976 (21 tuổi) |         | Lorient                |
| 21 | TV | Abibou Tchagnao           | 23 tháng 5, 1975 (22 tuổi)  |         | Sète                   |
| 22 | TM | Adantor Akakpo            | 21 tháng 9, 1965 (32 tuổi)  |         | OC Agaza               |

### Congo DR
Huấn luyện viên: Louis "Iyolo" Watunda
| Số | Vt | Cầu thủ                   | Ngày sinh (tuổi)            | Số trận | Câu lạc bộ      |
| -- | -- | ------------------------- | --------------------------- | ------- | --------------- |
| 1  | TM | Nkombe Tokala             | 26 tháng 3, 1977 (20 tuổi)  |         | Vita Club       |
| 2  | HV | Okitankoyi Kimoto         | 22 tháng 7, 1976 (21 tuổi)  |         | Sodigraf        |
| 3  | HV | Bijou Kisombe Mundaba     | 29 tháng 9, 1976 (21 tuổi)  |         | Sodigraf        |
| 4  | HV | Mutamba Makenga           | 17 tháng 11, 1975 (22 tuổi) |         | Sodigraf        |
| 5  | HV | Mutamba Kabongo           | 9 tháng 12, 1970 (27 tuổi)  |         | Anyang Cheetahs |
| 6  | TV | Dandou Kibonge Selenge    | 30 tháng 5, 1976 (21 tuổi)  |         | Charleroi       |
| 7  | TĐ | Banza Kasongo             | 26 tháng 6, 1974 (23 tuổi)  |         | Vita Club       |
| 8  | TV | Roger Hitoto              | 24 tháng 2, 1969 (28 tuổi)  |         | Lille           |
| 9  | TĐ | Jerry Tondelua Mbuilua    | 27 tháng 2, 1975 (22 tuổi)  |         | Cercle Brugge   |
| 10 | TV | Didier Simba-Ekanza       | 9 tháng 8, 1969 (28 tuổi)   |         | Beveren         |
| 11 | TV | Botomotoito Skito Litimba | 7 tháng 7, 1977 (20 tuổi)   |         | Vita Club       |
| 12 | TM | Marcel Nkueni             | 12 tháng 4, 1978 (19 tuổi)  |         | Motemba Pembe   |
| 13 | HV | Esele Bakasu              | 14 tháng 9, 1974 (23 tuổi)  |         | Vita Club       |
| 14 | HV | Lokenge Mungongo          | 8 tháng 10, 1978 (19 tuổi)  |         | Motemba Pembe   |
| 15 | TV | Epotele Bazamba           | 13 tháng 5, 1976 (21 tuổi)  |         | Dragons         |
| 16 | TĐ | Kimemba Mbayo             | 23 tháng 4, 1976 (21 tuổi)  |         | Sodigraf        |
| 17 | TV | Emeka Mamale              | 21 tháng 10, 1977 (20 tuổi) |         | Charleroi       |
| 18 | TĐ | Umba Kanokene             |                             |         | Mikishi         |
| 19 | HV | Ndama Bapupa              | 30 tháng 6, 1972 (25 tuổi)  |         | Oostende        |
| 20 | TĐ | Eddy Bembuena-Keve        | 21 tháng 12, 1972 (25 tuổi) |         | Lommelse        |
| 21 | TV | Badibanga Ilunga          | 16 tháng 6, 1972 (25 tuổi)  |         | Motemba Pembe   |
| 22 | TM | Kapile Mtshipayi          |                             |         | Dragons         |

## Bảng C

### Nam Phi
Huấn luyện viên: Jomo Sono
| Số | Vt | Cầu thủ           | Ngày sinh (tuổi)            | Số trận | Câu lạc bộ          |
| -- | -- | ----------------- | --------------------------- | ------- | ------------------- |
| 1  | TM | Brian Baloyi      | 16 tháng 3, 1974 (23 tuổi)  |         | Kaizer Chiefs       |
| 2  | HV | Andrew Rabutla    | 21 tháng 11, 1971 (26 tuổi) |         | PAOK                |
| 3  | HV | David Nyathi      | 22 tháng 3, 1969 (28 tuổi)  |         | St. Gallen          |
| 4  | HV | Willem Jackson    | 26 tháng 3, 1972 (25 tuổi)  |         | Orlando Pirates     |
| 5  | HV | Mark Fish         | 14 tháng 3, 1974 (23 tuổi)  |         | Bolton Wanderers    |
| 6  | TĐ | Philemon Masinga  | 28 tháng 6, 1969 (28 tuổi)  |         | Bari                |
| 7  | TV | Alex Bapela       | 4 tháng 10, 1969 (28 tuổi)  |         | Mamelodi Sundowns   |
| 8  | TV | Dumisa Ngobe      | 5 tháng 3, 1973 (24 tuổi)   |         | Orlando Pirates     |
| 9  | TV | Aaron Mokoena     | 25 tháng 11, 1980 (17 tuổi) |         | Jomo Cosmos         |
| 10 | TV | John Moshoeu      | 18 tháng 12, 1965 (32 tuổi) |         | Fenerbahçe          |
| 11 | TV | Helman Mkhalele   | 20 tháng 10, 1969 (28 tuổi) |         | Kayserispor         |
| 12 | TĐ | Brendan Augustine | 26 tháng 11, 1971 (26 tuổi) |         | LASK Linz           |
| 13 | TĐ | Pollen Ndlanya    | 22 tháng 5, 1970 (27 tuổi)  |         | Bursaspor           |
| 14 | TV | Quinton Fortune   | 21 tháng 5, 1977 (20 tuổi)  |         | Manchester United   |
| 15 | TV | Thabo Mooki       | 27 tháng 10, 1974 (23 tuổi) |         | Kaizer Chiefs       |
| 16 | TM | Simon Gopane      | 26 tháng 12, 1970 (27 tuổi) |         | Bloemfontein Celtic |
| 17 | TĐ | Benni McCarthy    | 12 tháng 11, 1977 (20 tuổi) |         | Ajax                |
| 18 | TV | John Moeti        | 30 tháng 8, 1967 (30 tuổi)  |         | Orlando Pirates     |
| 19 | HV | Lucas Radebe      | 12 tháng 4, 1969 (28 tuổi)  |         | Leeds United        |
| 20 | TV | Brandon Silent    | 22 tháng 1, 1973 (25 tuổi)  |         | Orlando Pirates     |
| 21 | TV | Themba Mnguni     | 16 tháng 12, 1973 (24 tuổi) |         | Mamelodi Sundowns   |
| 22 | TM | John Tlale        | 15 tháng 5, 1967 (30 tuổi)  |         | QwaQwa Stars        |

### Angola
Huấn luyện viên:  Manuel Gomes  Neca
| Số | Vt | Cầu thủ          | Ngày sinh (tuổi)            | Số trận | Câu lạc bộ           |
| -- | -- | ---------------- | --------------------------- | ------- | -------------------- |
| 1  | TM | Marito           | 30 tháng 9, 1977 (20 tuổi)  |         | Petro Luanda         |
| 2  | HV | Bodunha          | 28 tháng 7, 1974 (23 tuổi)  |         | Petro Luanda         |
| 3  | HV | Raul Barbosa     | 18 tháng 5, 1972 (25 tuổi)  |         | Felgueiras           |
| 4  | HV | Hélder Vicente   | 30 tháng 9, 1975 (22 tuổi)  |         | 1º de Agosto         |
| 5  | HV | Antonio Neto     | 10 tháng 10, 1971 (26 tuổi) |         | 1º de Agosto         |
| 6  | HV | Paulo Silva      | 5 tháng 5, 1975 (22 tuổi)   |         | Chaves               |
| 7  | TĐ | Paulão           | 22 tháng 10, 1969 (28 tuổi) |         | Académica de Coimbra |
| 8  | TV | Carlos Pedro (c) | 6 tháng 4, 1969 (28 tuổi)   |         | Espinho              |
| 9  | TV | Fernando Sousa   | 4 tháng 8, 1967 (30 tuổi)   |         | Campomaiorense       |
| 10 | TĐ | Akwá             | 30 tháng 5, 1977 (20 tuổi)  |         | Académica de Coimbra |
| 11 | TV | Lito Vidigal     | 11 tháng 7, 1969 (28 tuổi)  |         | Belenenses           |
| 12 | TM | Nando            | 27 tháng 1, 1966 (32 tuổi)  |         | Aviação              |
| 13 | HV | Aurélio          | 18 tháng 4, 1974 (23 tuổi)  |         | Académica de Coimbra |
| 14 | TĐ | Quinzinho        | 4 tháng 3, 1974 (23 tuổi)   |         | Rio Ave              |
| 15 | TM | Simão            | 14 tháng 3, 1962 (35 tuổi)  |         | Progresso            |
| 16 | TV | Zito             | 3 tháng 7, 1971 (26 tuổi)   |         | Chaves               |
| 17 | TV | Luís Miguel      | 22 tháng 7, 1971 (26 tuổi)  |         | Sporting CP          |
| 18 | TV | Miguel Pereira   | 23 tháng 8, 1975 (22 tuổi)  |         | Schalke 04           |
| 19 | TV | Cacharamba       | 14 tháng 8, 1973 (24 tuổi)  |         | Petro Luanda         |
| 20 | HV | Julião Kutonda   | 5 tháng 4, 1965 (32 tuổi)   |         | 1º de Agosto         |
| 21 | TV | Francisco Assis  | 25 tháng 12, 1974 (23 tuổi) |         | 1º de Agosto         |
| 22 | TV | Lázaro Oliveira  | 27 tháng 8, 1967 (30 tuổi)  |         | Estrela da Amadora   |

### Bờ Biển Ngà
Huấn luyện viên:  Robert Nouzaret
| Số | Vt | Cầu thủ            | Ngày sinh (tuổi)            | Số trận | Câu lạc bộ           |
| -- | -- | ------------------ | --------------------------- | ------- | -------------------- |
| 1  | TM | Alain Gouaméné     | 15 tháng 6, 1966 (31 tuổi)  |         | Toulouse             |
| 2  | TV | Ibrahima Diomandé  | 28 tháng 10, 1969 (28 tuổi) |         | ASEC Abidjan         |
| 3  | HV | Patrice Zere       | 20 tháng 12, 1970 (27 tuổi) |         | Zuid-West-Vlaanderen |
| 4  | TV | Lassina Diabaté    | 16 tháng 9, 1974 (23 tuổi)  |         | Bordeaux             |
| 5  | HV | Ghislain Akassou   | 15 tháng 2, 1975 (22 tuổi)  |         | ASEC Abidjan         |
| 6  | HV | Lassina Dao        | 6 tháng 2, 1972 (26 tuổi)   |         | Africa Sports        |
| 7  | TĐ | Joël Tiéhi         | 12 tháng 6, 1964 (33 tuổi)  |         | Toulouse             |
| 8  | HV | Didier Angan       | 27 tháng 8, 1974 (23 tuổi)  |         | Nice                 |
| 9  | TĐ | Bonaventure Kalou  | 12 tháng 1, 1978 (20 tuổi)  |         | Feyenoord            |
| 10 | TĐ | Moussa Traoré      | 25 tháng 12, 1971 (26 tuổi) |         | Créteil              |
| 11 | TV | Ibrahima Koné      | 26 tháng 7, 1969 (28 tuổi)  |         | Ashanti Gold         |
| 12 | TM | Losseni Konaté     | 29 tháng 12, 1972 (25 tuổi) |         | ASEC Abidjan         |
| 13 | TV | Aliou Siby Badra   | 26 tháng 2, 1971 (26 tuổi)  |         | ASEC Abidjan         |
| 14 | TV | Tchiressoua Guel   | 27 tháng 12, 1975 (22 tuổi) |         | ASEC Abidjan         |
| 15 | TĐ | Sob Evariste Dibo  | 27 tháng 12, 1968 (29 tuổi) |         | Rio Ave              |
| 16 | TM | Seydou Diarra      | 16 tháng 4, 1968 (29 tuổi)  |         | ASEC Abidjan         |
| 17 | HV | Cyril Domoraud     | 22 tháng 7, 1971 (26 tuổi)  |         | Marseille            |
| 18 | TĐ | Ahmed Ouattara     | 15 tháng 12, 1969 (28 tuổi) |         | Sion                 |
| 19 | HV | Blaise Kouassi     | 2 tháng 2, 1974 (24 tuổi)   |         | ASEC Abidjan         |
| 20 | TĐ | Ibrahima Bakayoko  | 31 tháng 12, 1976 (21 tuổi) |         | Montpellier          |
| 21 | TV | Donald-Olivier Sie | 3 tháng 4, 1970 (27 tuổi)   |         | ASEC Abidjan         |
| 22 | HV | Saliou Lassissi    | 15 tháng 8, 1978 (19 tuổi)  |         | Rennes               |

### Namibia
Huấn luyện viên: Ruston Mogane
| Số | Vt | Cầu thủ            | Ngày sinh (tuổi)           | Số trận | Câu lạc bộ        |
| -- | -- | ------------------ | -------------------------- | ------- | ----------------- |
| 1  | TM | Fillemon Kanalelo  | 23 tháng 5, 1971 (26 tuổi) |         | Mamelodi Sundowns |
| 2  | HV | Petrus Haraseb     | 1 tháng 6, 1968 (29 tuổi)  |         | Liverpool         |
| 3  | HV | Sylvanus Njambari  | 28 tháng 8, 1974 (23 tuổi) |         | Black Africa      |
| 4  | TV | Frans Ananias      | 1 tháng 12, 1972 (25 tuổi) |         | Penzberg          |
| 5  | HV | Bimbo Tjihero      | 1 tháng 12, 1969 (28 tuổi) |         | Liverpool         |
| 6  | TV | Silvester Goraseb  | 7 tháng 9, 1974 (23 tuổi)  |         | Black Africa      |
| 7  | TV | Sandro De Gouveia  | 28 tháng 7, 1968 (29 tuổi) |         | Blue Waters       |
| 8  | TĐ | Gervatius Uri Khob | 3 tháng 4, 1972 (25 tuổi)  |         | Chief Santos      |
| 9  | TĐ | Ruben Van Wyk      | 16 tháng 6, 1976 (21 tuổi) |         | Liverpool         |
| 10 | TV | Ricardo Mannetti   | 24 tháng 4, 1975 (22 tuổi) |         | Santos            |
| 11 | TĐ | Berlin Auchumeb    | 9 tháng 1, 1974 (24 tuổi)  |         | Chief Santos      |
| 12 | TV | Mohammed Ouseb     | 17 tháng 7, 1974 (23 tuổi) |         | Chief Santos      |
| 13 | HV | Simon Uutoni       | 10 tháng 2, 1970 (27 tuổi) |         | Liverpool         |
| 14 | HV | Stanley Goagoseb   | 7 tháng 3, 1967 (30 tuổi)  |         | Civics            |
| 15 | TV | Johannes Hindjou   | 8 tháng 11, 1976 (21 tuổi) |         | Liverpool         |
| 16 | TM | Petrus Andjamba    | 4 tháng 7, 1973 (24 tuổi)  |         | MP Tigers         |
| 17 | HV | Robert Nauseb      | 23 tháng 8, 1973 (24 tuổi) |         | Civics            |
| 18 | TĐ | Eliphas Shivute    | 27 tháng 9, 1974 (23 tuổi) |         | Motherwell        |
| 19 | HV | Phillip Gariseb    | 6 tháng 9, 1973 (24 tuổi)  |         | Penzberg          |
| 20 | TĐ | Fillemon Angula    |                            |         | Oshakati City     |
| 21 | TM | Danzyl Bruwer      | 5 tháng 11, 1976 (21 tuổi) |         | Civics            |
| 22 | TV | Johannes Jossop    |                            |         | Black Africa      |

## Bảng D

### Zambia
Huấn luyện viên:  Burkhard Ziese replaced by George Mungwa for last match.
| Số | Vt | Cầu thủ           | Ngày sinh (tuổi)            | Số trận | Câu lạc bộ             |
| -- | -- | ----------------- | --------------------------- | ------- | ---------------------- |
| 1  | TM | James Phiri       | 13 tháng 2, 1968 (29 tuổi)  |         | Zanaco                 |
| 2  | TV | Tenant Chilumba   | 22 tháng 8, 1972 (25 tuổi)  |         | Al Taawon              |
| 3  | TĐ | Dennis Lota       | 8 tháng 12, 1973 (24 tuổi)  |         | Witbank Black Aces     |
| 4  | TĐ | Masauso Tembo     | 25 tháng 2, 1978 (19 tuổi)  |         | Zamsure                |
| 5  | TV | John Lungu        | 12 tháng 6, 1966 (31 tuổi)  |         | Roan United            |
| 6  | TV | Mumamba Numba     | 21 tháng 3, 1978 (19 tuổi)  |         | Konkola Blades         |
| 7  | HV | Hillary Makasa    | 12 tháng 1, 1975 (23 tuổi)  |         | Roan United            |
| 8  | HV | Harrison Chongo   | 5 tháng 6, 1969 (28 tuổi)   |         | Al Taawon              |
| 9  | HV | Elijah Litana     | 5 tháng 12, 1970 (27 tuổi)  |         | Al-Hilal               |
| 10 | TV | Kenneth Malitoli  | 20 tháng 8, 1966 (31 tuổi)  |         | Cầu thủ tự do          |
| 11 | TĐ | Kalusha Bwalya    | 16 tháng 8, 1963 (34 tuổi)  |         | Club León              |
| 12 | TM | Davies Phiri      | 1 tháng 4, 1976 (21 tuổi)   |         | Kabwe Warriors         |
| 13 | TV | Maybin Chisanga   |                             |         | Power Dynamos          |
| 14 | TĐ | Frazier Kamwandi  | 10 tháng 3, 1972 (25 tuổi)  |         | Nkana Red Devils       |
| 15 | HV | Allan Kamwanga    | 30 tháng 10, 1968 (29 tuổi) |         | Mufulira Wanderers     |
| 16 | TV | Andrew Tembo      | 19 tháng 8, 1971 (26 tuổi)  |         | Odense                 |
| 17 | HV | Peter Chitila     |                             |         | Power Dynamos          |
| 18 | TĐ | Sylvester Musonda |                             |         | Kalulushi Modern Stars |
| 19 | TV | Roatson Kilambe   | 6 tháng 8, 1978 (19 tuổi)   |         | Power Dynamos          |
| 20 | HV | Mordon Malitoli   | 5 tháng 8, 1968 (29 tuổi)   |         | Nkana Red Devils       |
| 21 | HV | Moses Sichone     | 31 tháng 5, 1977 (20 tuổi)  |         | Nchanga Rangers        |
| 22 | TM | Collins Mbulo     | 15 tháng 1, 1970 (28 tuổi)  |         | Mufulira Wanderers     |

### Maroc
Huấn luyện viên:  Henri Michel
| Số | Vt | Cầu thủ                | Ngày sinh (tuổi)            | Số trận | Câu lạc bộ          |
| -- | -- | ---------------------- | --------------------------- | ------- | ------------------- |
| 1  | TM | Abdelkader El Brazi    | 5 tháng 11, 1964 (33 tuổi)  |         | FAR Rabat           |
| 2  | HV | Abdelilah Saber        | 21 tháng 4, 1974 (23 tuổi)  |         | Sporting CP         |
| 3  | HV | Abdelkarim El Hadrioui | 6 tháng 3, 1972 (25 tuổi)   |         | Benfica             |
| 4  | HV | Youssef Rossi          | 28 tháng 6, 1973 (24 tuổi)  |         | Rennes              |
| 5  | HV | Smahi Triki            | 1 tháng 8, 1967 (30 tuổi)   |         | Lausanne            |
| 6  | HV | Noureddine Naybet      | 10 tháng 2, 1970 (27 tuổi)  |         | Deportivo La Coruña |
| 7  | TV | Mustapha Hadji         | 16 tháng 11, 1971 (26 tuổi) |         | Deportivo La Coruña |
| 8  | TV | Saïd Chiba             | 28 tháng 9, 1970 (27 tuổi)  |         | Compostela          |
| 9  | TĐ | Youssef Fertout        | 7 tháng 7, 1970 (27 tuổi)   |         | Belenenses          |
| 10 | TĐ | Abderrahim Ouakili     | 11 tháng 12, 1970 (27 tuổi) |         | 1860 Munich         |
| 11 | TĐ | Ali El-Khattabi        | 17 tháng 1, 1977 (21 tuổi)  |         | Heerenveen          |
| 12 | TM | Driss Benzekri         | 31 tháng 12, 1970 (27 tuổi) |         | RS Settat           |
| 13 | TĐ | Ahmed Bahja            | 21 tháng 12, 1970 (27 tuổi) |         | Al-Ittihad          |
| 14 | TĐ | Salaheddine Bassir     | 5 tháng 9, 1972 (25 tuổi)   |         | Deportivo La Coruña |
| 15 | HV | Lahcen Abrami          | 31 tháng 12, 1969 (28 tuổi) |         | Wydad Casablanca    |
| 16 | TV | Rachid Azzouzi         | 10 tháng 1, 1971 (27 tuổi)  |         | Greuther Fürth      |
| 17 | TV | Abdellatif Jrindou     | 1 tháng 10, 1974 (23 tuổi)  |         | Raja Casablanca     |
| 18 | TV | Youssef Chippo         | 10 tháng 5, 1973 (24 tuổi)  |         | Porto               |
| 19 | TĐ | Abdeljalil Hadda       | 23 tháng 1, 1972 (26 tuổi)  |         | Club Africain       |
| 20 | TV | Mustapha Khalif        | 19 tháng 9, 1964 (33 tuổi)  |         | Raja Casablanca     |
| 21 | TV | Taher El Khalej        | 16 tháng 6, 1968 (29 tuổi)  |         | Benfica             |
| 22 | TM | Driss El-Asmar         | 4 tháng 12, 1975 (22 tuổi)  |         | Difaa El Jadida     |

### Ai Cập
Huấn luyện viên: Mahmoud El-Gohary
| Số | Vt | Cầu thủ               | Ngày sinh (tuổi)            | Số trận | Câu lạc bộ           |
| -- | -- | --------------------- | --------------------------- | ------- | -------------------- |
| 1  | TM | Nader El-Sayed        | 13 tháng 12, 1972 (25 tuổi) |         | Zamalek              |
| 2  | HV | Abdel Zaher El-Saqua  | 30 tháng 1, 1974 (24 tuổi)  |         | El Mansoura          |
| 3  | HV | Mohamed Emara         | 10 tháng 6, 1974 (23 tuổi)  |         | Al-Ahly              |
| 4  | TV | Hany Ramzy            | 10 tháng 3, 1969 (28 tuổi)  |         | Werder Bremen        |
| 5  | HV | Samir Ibrahim Kamouna | 2 tháng 4, 1972 (25 tuổi)   |         | Al-Ahly              |
| 6  | HV | Mehdat Abdelhadi      | 12 tháng 7, 1974 (23 tuổi)  |         | Al-Zamalek           |
| 7  | HV | Mohamed Youssef       | 9 tháng 10, 1970 (27 tuổi)  |         | Al-Ahly              |
| 8  | HV | Yasser Radwan         | 22 tháng 4, 1972 (25 tuổi)  |         | Hansa Rostock        |
| 9  | TĐ | Hossam Hassan         | 10 tháng 8, 1968 (29 tuổi)  |         | Al-Ahly              |
| 10 | TV | Abdel Sattar Sabry    | 19 tháng 6, 1974 (23 tuổi)  |         | Tirol Innsbruck      |
| 11 | TV | Yasser Rayyan         | 26 tháng 3, 1970 (27 tuổi)  |         | Al-Ahly              |
| 12 | TV | Hady Khashaba         | 19 tháng 12, 1972 (25 tuổi) |         | Al-Ahly              |
| 13 | TĐ | Walid Salah           | 11 tháng 11, 1977 (20 tuổi) |         | El Mansoura          |
| 14 | TĐ | Hazem Emam            | 10 tháng 5, 1975 (22 tuổi)  |         | Udinese              |
| 15 | HV | Amr Fahim             | 4 tháng 10, 1976 (21 tuổi)  |         | Aswan                |
| 16 | TM | Essam El-Hadary       | 15 tháng 1, 1973 (25 tuổi)  |         | Al-Ahly              |
| 17 | TV | Ahmed Hassan          | 2 tháng 5, 1975 (22 tuổi)   |         | Ismaily              |
| 18 | TĐ | Mohamed Abdelnasser   |                             |         | Al-Mokawloon al-Arab |
| 19 | TV | Sami El-Sheshini      | 23 tháng 1, 1972 (26 tuổi)  |         | Zamalek              |
| 20 | TV | Tarek Mostafa         | 1 tháng 4, 1971 (26 tuổi)   |         | Zamalek              |
| 21 | TV | Osama Nabih           | 20 tháng 1, 1975 (23 tuổi)  |         | Zamalek              |
| 22 | TM | Ahmed Saber           |                             |         | Al-Mokawloon al-Arab |

### Mozambique
Huấn luyện viên: Arnaldo Salvado
| Số | Vt | Cầu thủ          | Ngày sinh (tuổi)            | Số trận | Câu lạc bộ           |
| -- | -- | ---------------- | --------------------------- | ------- | -------------------- |
| 1  | TM | Helder Cossa     | 26 tháng 9, 1969 (28 tuổi)  |         | Maxaquene            |
| 2  | HV | Sérgio Faife     | 26 tháng 4, 1970 (27 tuổi)  |         | Costa do Sol         |
| 3  | HV | Zé Augusto       | 18 tháng 4, 1968 (29 tuổi)  |         | Costa do Sol         |
| 4  | HV | Adino            | 15 tháng 6, 1977 (20 tuổi)  |         | Costa do Sol         |
| 5  | HV | Tomás Inguana    | 13 tháng 1, 1973 (25 tuổi)  |         | Ferroviário          |
| 6  | TV | Antonio Trigo    | 22 tháng 11, 1976 (21 tuổi) |         | Ferroviário          |
| 7  | HV | Jojó             | 6 tháng 9, 1970 (27 tuổi)   |         | Belenenses           |
| 8  | TĐ | Nuro Tualibudane | 19 tháng 10, 1973 (24 tuổi) |         | Alki Larnaca         |
| 9  | TV | Nana             | 11 tháng 9, 1967 (30 tuổi)  |         | Costa do Sol         |
| 10 | TĐ | Chiquinho Conde  | 22 tháng 11, 1965 (32 tuổi) |         | Tampa Bay Mutiny     |
| 11 | TĐ | Avelino          | 20 tháng 7, 1977 (20 tuổi)  |         | Dragões Sandinenses  |
| 12 | TM | Rui Evora        | 11 tháng 8, 1970 (27 tuổi)  |         | Costa do Sol         |
| 13 | TV | Mavó             | 4 tháng 10, 1971 (26 tuổi)  |         | Ferroviário          |
| 14 | HV | Pinto Barros     | 4 tháng 5, 1973 (24 tuổi)   |         | Ferroviário          |
| 15 | TV | Mário Artur      | 14 tháng 5, 1969 (28 tuổi)  |         | União de Leiria      |
| 16 | TV | Salvador Macamo  | 27 tháng 9, 1976 (21 tuổi)  |         | Maxaquene            |
| 17 | TV | Jossias Macamo   | 26 tháng 1, 1976 (22 tuổi)  |         | Costa do Sol         |
| 18 | TĐ | Tico-Tico        | 16 tháng 8, 1973 (24 tuổi)  |         | Jomo Cosmos          |
| 19 | TĐ | Dário            | 27 tháng 2, 1977 (20 tuổi)  |         | Académica de Coimbra |
| 20 | HV | José Albino Vino | 23 tháng 6, 1975 (22 tuổi)  |         | Ferroviário          |
| 21 | HV | João Chissano    | 26 tháng 7, 1970 (27 tuổi)  |         | Costa do Sol         |
| 22 | TM | Luisinho Dias    | 14 tháng 4, 1973 (24 tuổi)  |         | Ferroviário          |